# Guaraní (Misiones)
Guaraní é um município da Argentina da província de Misiones, departamento Oberá.Seus primeiros habitantes chegaram em 1919, como parte de um processo de imigração de russos, polacos, alemães e brasileiros estendido até 1930. A Atividade econômica é baseada na pecuária, extração de erva mate e turismo. Possui uma população de 4.530 habitantes (INDEC 2001).